# Symphonies d’instruments à vent
Die Symphonies d’instruments à vent (deutscher Titel Bläsersinfonien) sind ein Werk für Blasinstrumente von Igor Strawinsky. Die erste Fassung für 24 Instrumente entstand 1920, die revidierte Fassung für 23 Instrumente 1947.
Anlass der Entstehung war ein Aufruf der französischen Zeitschrift Revue Musicale, ein Klavierstück für ein Tombeau zu Ehren des 1918 verstorbenen Claude Debussys einzuschicken. Strawinsky schrieb daraufhin den Choral, der nun das Ende der Symphonies d’instruments à vent bildet, und schickte die Klavierfassung davon an die Zeitschrift. Für den übrigen Teil verwendete er Skizzen, die bereits zuvor, im Zuge der Arbeit an der Piano-Rag-Music und dem Concertino für Streichquartett, entstanden waren.
Von der klassischen Sinfonie unterscheidet sich das einsätzige Werk nicht nur durch seine Kürze und Instrumentierung, sondern auch durch das Fehlen von Sonatenhauptsatzform und harmonischer Entwicklung. Die Bezeichnung im Titel bezieht sich weniger auf die Gattungsbezeichnung, sondern auf die ursprüngliche Bedeutung des Wortes (Zusammenklang).
Strawinsky fertigte das Werk nach seiner häufig verwendeten „Baukastenmethode“, bei der er verschiedenartige Formteile aneinanderreiht, ohne dass eine thematisch-motivische oder harmonische Entwicklung stattfindet. Im Falle der Symphonies d’instruments à vent lassen sich als inhaltlich charakterisierende Formteile Glockenmotiv, Choralmotiv, Tanzmotiv, russische Melodien und Pastoralmelodie ausmachen, als formale Formteile werden Überleitungsfloskeln, ein Staccato-Achtelmotiv und eine Schlusswendung verwendet. Eine Entwicklung findet dahingehend statt, dass das zu Beginn dominierende Glockenmotiv (auch Anrufungs-Fragment genannt) im Verlaufe des Stücks dem Choralmotiv weicht. Innerer, jedoch kaum hörbarer, Zusammenhang entsteht außerdem durch die Vorgabe der Tempi 72, 108 und 144, die zueinander im Verhältnis 2:3:4 stehen.
1947, zwei Jahre nach Erhalt der amerikanischen Staatsbürgerschaft, revidierte Strawinsky die Symphonies d’instruments à vent, wie auch einige andere Werke, um sich die amerikanischen Urheberrechte zu sichern. Hierbei ersetzte er wenig gebräuchliche Instrumente durch gängigere, sorgte für spieltechnische Erleichterung und passte sie außerdem seiner gewandelten musikalischen Ästhetik an. Aufgrund der umfassenden Veränderungen wird explizit von zwei unterschiedlichen Fassungen gesprochen.
Die Uraufführung am 10. Juni 1921 geriet zu einem Misserfolg, ein Kritiker urteilte, der Anfangsteil klänge nach den Schreien eines Esels.